# Cem-Ali Gültekin
Cem Ali Gültekin (* 11. März 1981 in Hamburg) ist ein deutscher Schauspieler, Comedian, Moderator, Autor, Produzent und Unternehmer.

## Leben und Werdegang
Cem Ali Gültekin wurde als Sohn einer Arbeiterfamilie in Hamburg-Wandsbek geboren. Seine Eltern sind türkisch-syrischer Abstammung. Gültekin wuchs in ärmlichen Verhältnissen auf und besuchte die Gesamtschule in Hamburg-Steilshoop. Nach dem Abbruch der Höheren Handelsschule arbeitete er in verschiedenen Bereichen, bevor er 2002 eine Ausbildung zum Medienkaufmann begann und sich dort auf den Bereich Film spezialisierte. Während eines Praktikums bei einer Agentur für Komparsen und Kleindarsteller sammelte er erste Erfahrungen vor der Kamera, u. a. in der ARD-Serie Der Dicke.
Nach erfolgreichem Abschluss der Ausbildung 2004 studierte Gültekin von 2005 bis 2008 an der Schule für Schauspiel Hamburg und war schon während der Ausbildung in diversen Theater- und Filmproduktionen tätig. 2008 schloss er die Ausbildung mit Auszeichnung ab. Das Theaterspielen konnte er ab 2014 nach verschiedenen Inszenierungen an unterschiedlichsten Theatern in Deutschland, Österreich und der Schweiz aus zeitlichen Gründen nicht weiterverfolgen.
2010 gründete Gültekin gemeinsam mit seinem Partner Jan Harries die JWH Entertainment GmbH in Hamburg, deren alleiniger Geschäftsführer er seit 2018 ist. Das Unternehmen veranstaltet in deutschen Städten die ComedyTour, eine Bustour, die Sightseeing mit Comedy verbindet, seit 2012 außerdem das ComedyBoot, eine Hamburger Hafenrundfahrt mit Comedy, und betreibt seit 2014 die Hamburger Schule für Comedy unter der Leitung von Cem Ali Gültekin.
Im April 2021 beteiligte Gültekin sich zusammen mit rund 50 weiteren Schauspielerinnen und Schauspielern an der Initiative #allesdichtmachen.
Gültekin lebt mit seiner Frau und drei Kindern in Hamburg.

## Film- und Fernsehkarriere
2013 spielte Gültekin in der ZDF-Krimiserie Notruf Hafenkante mit und arbeitete dort mit Regisseur Sebastian Marka zusammen. Nach dieser Zusammenarbeit besetzte Marka Gültekin für vier weitere seiner Regiearbeiten beim Tatort: 2015 Das Haus am Ende der Straße und Hinter dem Spiegel, 2016 die für den Grimme-Preis nominierte Episode Die Wahrheit sowie 2019 den Bayreuther Tatort Ein Tag wie jeder andere. 2017 spielte er die Episoden-Hauptrolle im Tatort – Zorn Gottes unter der Regie von Özgür Yildirim.
Neben Episodenrollen bei Die Pfefferkörner und Großstadtrevier ist er seit 2014 in der Donnerstagabend-Krimireihe Nord bei Nordwest in der ARD mit seiner durchgehenden Rolle als Mehmet Ösker zu sehen. An der Seite von Hinnerk Schönemann, Marleen Lohse und Henny Reents spielt er den liebevoll Verrückten aus Schwanitz. Für die Rolle wurde Cem Ali Gültekin 2018 für den Deutschen Schauspielpreis und 2019 in der Rubrik „Heimatfilm“ für die Goldene Kamera nominiert.
Nach einem Auftritt beim NDR Comedy Contest 2012 wurde er vom NDR eingeladen, an der Satiresendung Extra 3 mitzuwirken. Dort ist er seitdem vielen als Straßenreporter „Rollo“, der die Bürger zu politischen Themen befragt, bekannt. Aus diesem Format entstand 2019 die Late Night Show Extra 3 Night Live, bei der Gültekin neben Petra Nadolny, Max Giermann, Linda Zervakis u. a. zum Hauptcast gehörte.
In der Pro7/Maxdome-Serie Jerks spielte er 2017 an der Seite von Christian Ulmen und Fahri Yardim eine Episodenrolle in der Folge Merhaba.
2018 war er in dem Gangsterdrama 4Blocks an der Seite von Kida Khodr Ramadan unter der Regie von Oliver Hirschbiegel zu sehen. Hier spielte er zusammen mit Neil Malik Abdullah, mit dem er auch die Schauspielschule besucht hatte. Im selben Jahr war er auch an der ZDF-Satiresendung Danke Deutschland unter der Regie von Holger Schmidt beteiligt. Mit ihm arbeitete er von 2015 bis 2016 in der ZDF-Vorabendserie Sibel & Max, in der er 24 Folgen an der Seite von Idil Üner spielte, zusammen. Ebenso produzierte Gültekin in diesem Jahr mit seiner Produktionsfirma CEMYAS Film seinen ersten Kinofilm Subject 101, der im September 2022 veröffentlicht wurde. In dem Horror-Psycho-Thriller unter der Regie von Tom Bewilogua hatte Gültekin die Hauptrolle.
2019 war Gültekin u. a. in dem ARD-Spielfilm Risiko Pille unter Regie von Isa Prahl zu sehen. Außerdem moderierte er zusammen mit der Schauspielerin Nadine Heidenreich den Deutschen Schauspielpreis im Berliner Zoopalast.
Auf YouTube hat er seit 2019 in der  satirischen Web-Serie Jihadi Fool mit Bombenstimmung mit Bashka eine eigene Figur sowie Rubrik.

## Filmografie (Auswahl)
- 2009: Scissu (Kurzfilm, Regie: Tom Bewilogua)
- 2011: 1000 Gramm (Kurzfilm, Regie: Tom Bewilogua)
- 2014: Die Pfefferkörner (Fernsehserie, 2 Folgen)
- 2015–2022: Großstadtrevier (Fernsehserie, verschiedene Rollen, 3 Folgen)
- seit 2014: Nord bei Nordwest (Fernsehreihe) → siehe Besetzung
- 2015: Notruf Hafenkante (Fernsehserie, Folge Vergessene Wahrheit)
- 2015: Tatort: Das Haus am Ende der Straße (Fernsehreihe)
- 2015: Tatort: Borowski und die Kinder von Gaarden
- 2015: Tatort: Hinter dem Spiegel
- 2016: Tatort: Zorn Gottes
- 2016: Tatort: Die Wahrheit
- 2017: Jerks. (Fernsehserie, Folge Merhaba)
- 2018: 4 Blocks (Fernsehserie, 2 Folgen)
- 2019: Tatort: Ein Tag wie jeder andere
- 2019: Danke, Deutschland!
- 2019: Um Himmels Willen (Fernsehserie, Folge Torschusspanik)
- 2019: Morden im Norden (Fernsehserie, Folge Leonies letzter Abend)
- 2019: Was wir wussten – Risiko Pille
- 2019: Undercover  (Fernsehserie, Folge All inklusive)
- 2020: Pohlmann und die Zeit der Wünsche (Fernsehfilm)
- 2021: Bettys Diagnose (Fernsehserie, Folge Beziehung mit Hindernissen)
- seit 2022: Mord mit Aussicht (Fernsehserie)
- 2022: SOKO Hamburg (Fernsehserie, Folge Kleingarten Eden)
- 2022: Subject 101
- 2023: Die Discounter (Fernsehserie, Folge Der Alman)

## Theater (Auswahl)
- 2007: Pippi Langstrumpf – Blohm und Klang; Regie: Dagmar Leding; Theater: St. Pauli Theater
- 2008: Bordello Mondo – Karl; Regie: Karl Wokalek; Theater: Monsun-Theater
- 2008: Cyrano de Bergerac – Cyrano; Regie: Michael Bandt; Theater: Winterhuder Fährhaus
- 2008: Urmel aus dem Eis – Ping Pinguin; Regie: Dagmar Leding; St. Pauli Theater
- 2009: Zwerg Nase – Jakob; Regie: Michael Bandt; Theater: Mecklenburgisches Landestheater Parchim
- 2010: Das Sams – Sams; Regie: Dagmar Leding; Theater: Meerkabarett Sylt
- 2014: Bühne Frei – Conferencier; Regie: Jan Oberndorff; Theater: Altonaer Theater
- 2014: Türkei Begegnungen – Conferencier; Regie: Cem-Ali Gültekin; Theater: Staatstheater Oldenburg

## Auszeichnungen
- 2017: Grimme-Preis mit Tatort: Die Wahrheit in der Kategorie Fiktion. (Nominierung)
- 2018: Deutscher Schauspielpreis mit der Krimi-Reihe Nord bei Nordwest in der Kategorie Starker Auftritt. (Nominierung)
- 2019: Goldene Kamera mit Nord bei Nordwest als Bester Heimatfilm. (Nominierung)